# فوة صبغية
الفوة، فوة الصباغين أو الفُوَّة الصَّبْغِيَّة أو فُوَّة الصَّبْغ أو فُوَّة الصَّبَّاغ أو برقوق أو فوة (الاسم العلمي: Rubia tinctorum) هو نوع نبات من جنس الفُوَّة، ذي أزهار مصفرة، وطول من 30 إلى 150 سم. يعطي جذر الفوة صباغ أحمر. وينبت في الأحراج والآجام (ج أجمة)، فهو لا يحتاج إلى رعاية يعد إزالة الأعشاب الضارة من حوله. يجب أن ينزع النبات من الأرض بعد حلحلة التربة. تجرد الساق من الأوراق وتوضع الجذور في المستودع لتجف. عندما تجف الجذور تطحن وتحول إلى مسحوق ويوضع في قدر مع بعض الماء، ويسخن المزيج لاستخراج الصباغ الأحمر البراق. ويمكن استعمال حجر الشب كمرسخ لوني ليعطي لون أحمر عميق لألياف الصوف. وإذا استخدم وعاء نحاسي يمكن الحصول على لون أكثر بريقاً.
وقد ورد في معجم تاج العروس أن (الفوه كسكر عروق رقاق طوال حمر يصبغ بها، نافع للكبد، والطحال، والنسار، وجع الورك، والخاصرة، مدر جداً، ويعجن بخل فيطلى به البرص، فإنه يبرأ).
وهو نبات دائم الخضرة بأوراق ذات طول 5-10 سم وعرض 2-3 سم، وتنمو الأوراق بشكل حلزوني حول الساق، وهي 4-7 أوراق تنمو بشكل نجمي. يمكن للجذور أن تبلغ 1 متر طولاً، وبثخانة 12 مم، وهو مصدر الصباغ الأحمر المعروف بلون الفوة الزهري (Rose madder). الثمار ذات لون أسود بعد أن تنضج.